# Stroudia hertae
Stroudia hertae  (лат.) — вид одиночных ос (Eumeninae).

## Распространение
Африка: ЮАР (West Cape).

## Описание
Длина осы 8-9 мм. По некоторым признакам напоминает одиночных ос вида Stroudia raphiglossoides G.Soika, 1940. Новый вид назван в честь супруги автора первоописания Герты (Herta). Взрослые самки охотятся на гусениц для откладывания в них яиц и в которых в будущим появится личинка осы.